# Milan Jirásek
Milan Jirásek (ur. 22 maja 1992) – czeski piłkarz grający na pozycji środkowego pomocnika.